# Landkreis Aurich
Der Landkreis Aurich mit Sitz in Aurich befindet sich im äußersten Nordwesten Ostfrieslands. Mit etwa 190.000 Einwohnern, die sich auf rund 1287 Quadratkilometer verteilen, ist der Landkreis sowohl nach Einwohnerzahl als auch nach Fläche der größte Landkreis Ostfrieslands, die aus den Landkreisen Aurich, Leer und Wittmund sowie der kreisfreien Stadt Emden besteht. Aurich ist nach Einwohnern der neuntgrößte Landkreis Niedersachsens (der zehntgrößte unter Einberechnung der Region Hannover).
Der Landkreis entstand im Zuge der niedersächsischen Kreisreform 1977 aus dem früheren Landkreis Aurich (Ostfriesland) und dem Landkreis Norden. Er hat heute 24 kreisangehörige Städte und Gemeinden. Elf dieser Gemeinden haben sich zu zwei Samtgemeinden zusammengeschlossen. Vier Kommunen haben Stadtrecht: Aurich, Norden, Norderney und Wiesmoor. Die drei Orte Hage, Pewsum (Gemeinde Krummhörn) und Marienhafe (Gemeinde Brookmerland) sind stadtähnliche Siedlungen mit Marktrecht, sogenannte Flecken.
Überregional bekannt ist der Landkreis Aurich vor allem als Feriengebiet mit den drei Inseln Juist, Norderney und Baltrum sowie Küstenbadeorten wie Norddeich und Greetsiel. Gemessen an der Zahl der Übernachtungen ist Aurich der tourismusstärkste Landkreis Niedersachsens.

## Geografie

### Lage
Das Kreisgebiet umfasst den nordwestlichen Bereich Deutschlands mit den vorgelagerten Ostfriesischen Inseln Juist, Norderney und Baltrum.
Der Landkreis bildet das Zentrum der historischen Landschaft Ostfriesland.

### Nachbarkreise
Der Landkreis grenzt im Uhrzeigersinn im Osten beginnend an die Landkreise Wittmund und Leer sowie an die kreisfreie Stadt Emden. Im Westen und Norden bildet die Nordseeküste eine natürliche Grenze.

## Geschichte
Landkreise wurden in Ostfriesland im Zuge der preußischen Kommunalreform von 1885 eingeführt. Sie lösten dabei die vorherige Ämterstruktur ab, die Preußen zunächst aus der hannöverschen Zeit übernommen hatte. Der Kreis Aurich wurde 1885 gemäß der neuen Kreisordnung für die Provinz Hannover aus dem alten Amt Aurich und der selbständigen Stadt Aurich gebildet. Daneben bestanden in Ostfriesland seit 1885 die Landkreise Emden, Leer, Norden, Weener und Wittmund (zu dem bis zum 1. April 1919 auch die Stadt Wilhelmshaven als Exklave gehörte) sowie die kreisfreie Stadt Emden. Der Kreis Aurich war von der preußischen Kreisreform des Jahres 1932 nicht betroffen.
In den 1930er Jahren kam es im Landkreis Aurich zu einer Reihe von Gemeindefusionen, bei denen unter anderem die beiden neuen Gemeinden Middels und Ihlowerhörn entstanden. Am 1. April 1951 wurde aus mehreren Gemeinden und Gutsbezirken der Landkreise Aurich und Wittmund eine vergrößerte Gemeinde Wiesmoor gebildet, die dem Landkreis Aurich zugeordnet wurde. Die Fläche des Landkreises Aurich wuchs hierdurch von 627,1 km² auf 653,2 km².
Bei der niedersächsischen Gemeindereform wurden am 1. Juli 1972 aus ursprünglich 64 Gemeinden größere Einheitsgemeinden gebildet. Am 1. Januar 1973 wechselten die Gemeinden Boekzetelerfehn, Hatshausen, Iheringsfehn und Neuefehn vom Landkreis Aurich in den Landkreis Leer, wo sie in die Gemeinden Moormerland bzw. Neukamperfehn eingegliedert wurden. Der Landkreis Aurich umfasste seitdem auf einer Fläche von 628,4 km² die Stadt Aurich sowie die vier Einheitsgemeinden Großefehn, Ihlow, Südbrookmerland und Wiesmoor.
Der Landkreis Aurich in seiner heutigen Ausdehnung entstand am 1. August 1977 im Zuge der niedersächsischen Kreisreform durch den Zusammenschluss des alten Landkreises Aurich (Ostfriesland) mit dem Landkreis Norden. Der Zusatz (Ostfriesland) entfiel bei der Fusion. Zum Kreissitz wurde Aurich bestimmt, in Norden verblieb lediglich eine Außenstelle der Kreisverwaltung mit Ämtern, die von Bürgern im Allgemeinen stärker frequentiert werden, wie Sozialamt und Straßenverkehrsamt. Noch heute sind vor allem in der Lokalpolitik gelegentlich gewisse Trennungslinien zwischen den ehemaligen Landkreisen zu beobachten. Es wird zuweilen noch stets von den Altkreisen Aurich und Norden gesprochen.
Die drei Gemeinden der Samtgemeinde Dornum (Dornum, Dornumersiel und Nesse) wurden am 1. November 2001 zur Einheitsgemeinde Dornum zusammengeschlossen.

## Einwohnerentwicklung

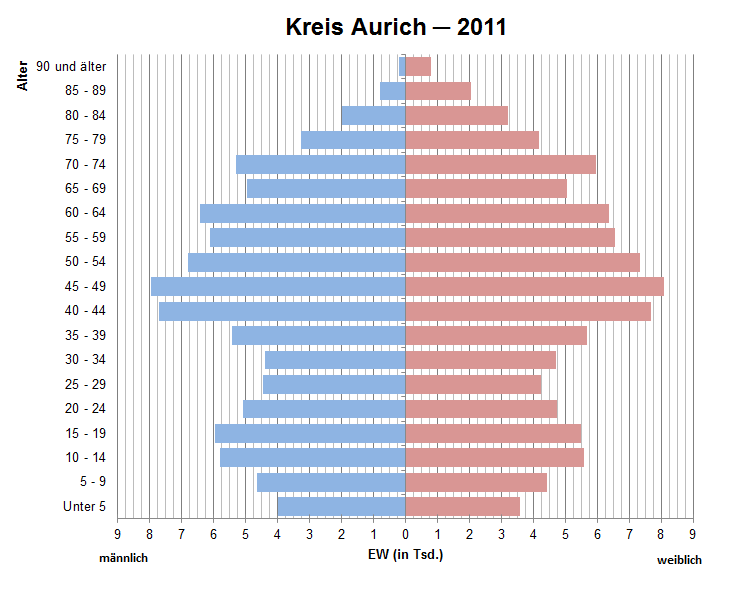
Bevölkerungspyramide für den Kreis Aurich (Datenquelle: Zensus 2011.)

Die Einwohnerzahl des Landkreises Aurich wurde 1977 durch die Eingliederung des Landkreises Norden deutlich erhöht.
| Jahr | Einwohner |
| ---- | --------- |
| 1890 | 36.303    |
| 1900 | 39.201    |
| 1910 | 42.339    |
| 1925 | 47.164    |
| 1939 | 52.312    |
| 1950 | 71.594    |
| 1960 | 69.700    |

| Jahr | Einwohner |
| ---- | --------- |
| 1970 | 80.300    |
| 1976 | 79.000    |
| 1980 | 167.422   |
| 1985 | 169.283   |
| 1990 | 170.521   |
| 1995 | 180.118   |
| 1999 | 185.102   |

| Jahr | Einwohner |
| ---- | --------- |
| 2003 | 189.243   |
| 2005 | 190.128   |
| 2012 | 186.673   |
| 2016 | 190.066   |
| 2020 | 190.178   |
| 2022 | 192.072   |

## Politik
- Linke: 1
- SPD: 25
- Grüne: 6
- FDP: 3
- FW: 3
- CDU: 13
- AfD: 2
- Sonst.: 5

Der Landkreis Aurich gilt als eine der Hochburgen der SPD in Deutschland. Bei der Bundestagswahl 2005 erreichte die Partei im Wahlkreis Aurich/Emden, zu dem der Landkreis sowie die Stadt Emden zählen, mit 55,9 Prozent der Stimmen das beste Zweitstimmenergebnis in Deutschland. Im Kreistag hat die SPD die Mehrheit, in vielen Gemeinderäten stellt sie ebenfalls allein die Mehrheit oder ist Teil einer Mehrheitsgruppe. Mehrere Bürgermeister gehören ebenfalls der SPD an. In jüngerer Zeit haben sich aber vermehrt parteilose Kandidaten bei den Bürgermeister-Wahlen durchsetzen können, darunter auch in der Kreisstadt Aurich.

### Kreistag
Dem Kreistag des Landkreises Aurich gehören 58 gewählte Abgeordnete und der Landrat an. Dies ist die festgelegte Anzahl für einen Landkreis mit einer Einwohnerzahl zwischen 175.001 und 200.000 Einwohnern. Die Abgeordneten werden durch eine Kommunalwahl für jeweils fünf Jahre gewählt. Die aktuelle Amtszeit begann am 1. November 2016 und endet am 31. Oktober 2021. Neben den 58 in der Kreiswahl gewählten Mitgliedern ist außerdem der amtierende Landrat sitz- und stimmberechtigt.
Die letzte Kommunalwahl vom 12. September 2021 ergab das nachstehende Ergebnis (mit den Ergebnissen der vorherigen Wahlen):
| Parteien und Wählergemeinschaften | Parteien und Wählergemeinschaften                             | Stimmen 2021 | Sitze 2021 |         | Stimmen 2016 | Sitze 2016 | Stimmen 2011 | Sitze 2011 | Stimmen 2006 | Sitze 2006 | Stimmen 2001 | Sitze 2001 |
| --------------------------------- | ------------------------------------------------------------- | ------------ | ---------- | ------- | ------------ | ---------- | ------------ | ---------- | ------------ | ---------- | ------------ | ---------- |
| SPD                               | Sozialdemokratische Partei Deutschlands                       | 42,46 %      | 25         | 39,71 % | 23           | 45,22 %    | 26           | 47,14 %    | 28           | 49,9 %     | 31           |            |
| CDU                               | Christlich Demokratische Union Deutschlands                   | 22,31 %      | 13         | 24,85 % | 14           | 23,62 %    | 14           | 28,27 %    | 17           | 27,6 %     | 17           |            |
| Grüne                             | Bündnis 90/Die Grünen                                         | 10,52 %      | 6          | 8,51 %  | 5            | 12,46 %    | 7            | 5,73 %     | 3            | 5,3 %      | 3            |            |
| FW                                | Freien Wähler – Wählergemeinschaften im Landkreis Aurich (FW) | 4,75 %       | 3          | 4,53 %  | 3            | 9,15 %     | 5            | 10,78 %    | 6            | –          | –            |            |
| FDP                               | Freie Demokratische Partei                                    | 4,71 %       | 3          | 3,72 %  | 2            | 1,91 %     | 1            | 3,69 %     | 2            | 2,7 %      | 1            |            |
| AfD                               | Alternative für Deutschland                                   | 3,31 %       | 2          | 6,08 %  | 4            | –          | –            | –          | –            | –          | –            |            |
| Linke                             | Die Linke                                                     | 2,77 %       | 1          | 3,27 %  | 2            | 3,08 %     | 2            | 3,47 %     | 2            | 1,4 %      | –            |            |
| AWG                               | Auricher Wählergemeinschaft                                   | 1,69 %       | 1          | 1,90 %  | 1            | –          | –            | –          | –            | –          | –            |            |
| UWG                               | UWG                                                           | 1,47 %       | 1          | –       | –            | –          | –            | –          | –            | –          | –            |            |
| S.W.K.                            | Soziale Wählergemeinschaft Krummhörn (SWK)                    | 1,37 %       | 1          | 0,99 %  | 1            | 1,18 %     | 1            | 0,26 %     | –            | –          | –            |            |
| GFA                               | Gemeinsam Für Aurich                                          | 1,31 %       | 1          | 2,14 %  | 1            | 2,43 %     | 2            | –          | –            | –          | –            |            |
| MOIN                              | MOIN                                                          | 1,11 %       | 1          | –       | –            | –          | –            | –          | –            | –          | –            |            |
| BfB                               | BfB                                                           | 1,08 %       | 1          | –       | –            | –          | –            | –          | –            | –          | –            |            |
| LtB                               | Liste „tom Brook“                                             | –            | –          | 1,90 %  | 1            | –          | –            | –          | –            | –          | –            |            |
| Ezb.                              | Einzelbewerber Roß                                            | –            | –          | 0,95 %  | 1            | –          | –            | –          | –            | –          | –            |            |
| KLG                               | Krummhörner-Liste-Greetsiel-KLG                               | –            | –          | 0,28 %  | –            | 0,37 %     | –            | 0,38 %     | –            | –          | –            |            |
| Gesamt                            | Gesamt                                                        |              | 58         |         | 58           |            | 58           |            | 58           |            | 59           |            |
| Wahlbeteiligung                   | Wahlbeteiligung                                               | 58,39 %      | 58,39 %    | 56,67 % | 56,67 %      | 53,26 %    | 53,26 %      | 58,5 %     | 58,5 %       | 60,0 %     | 60,0 %       |            |

- Die Linke: 2001 als PDS angetreten.

### Landrat
Der Landrat ist seit 2003 der Hauptverwaltungsbeamte des Landkreises Aurich und wird alle acht Jahre in einer Direktwahl von den Wahlberechtigten des Landkreises in einer Mehrheitswahl gewählt.
Bei der letzten Landratswahl vom 26. Mai 2019 setzte der sich der parteilose Olaf Meinen im ersten Wahlgang mit 53,5 Prozent der Stimmen gegen den bisherigen Amtsinhaber Harm-Uwe Weber (SPD) durch, der nur 32 Prozent der Stimmen für sich verbuchen konnte. Der ebenfalls parteilose Bernd Iken errang 14,5 Prozent. Die Wahlbeteiligung lag bei 58,4 Prozent.

#### Bisherige Landräte
- 1885–1893: Johann Georg Neupert
- 1893–1904: Lümko Iderhoff
- 1920–1933: Wilhelm Barkhausen (1875–1933)
- 1944–1945: Gotwin Krieger (NSDAP); Landrat und Regierungspräsident
- 1946–1949: Wilhelm Hansen (CDU)
- 1949–1952: August Knippert (SPD)
- 1952–1962: Heinz Neier (CDU)
- 1962–1964: Robert Onnen (SPD)
- 1964–1968: Heinz Neier (CDU)
- 1968–1977: Hermann Hildebrand (SPD)
- 1977–2002: Hinrich Swieter (SPD)
- 2003–2011: Walter Theuerkauf (SPD) (erster direkt gewählter Landrat im Landkreis Aurich)
- 2011–2019: Harm-Uwe Weber (SPD)
- seit November 2019 Olaf Meinen (parteilos)

#### Ehemalige Oberkreisdirektoren
Der Oberkreisdirektor war bis 2003 der Hauptverwaltungsbeamte, während der ehrenamtliche Landrat nur repräsentative Aufgaben wahrnahm.
- 1945–1955 Robert Onnen (SPD)
- 1955–1986 Friedrich Schuver
- 1986–1993 Hilko Schaumburg
- 1993–2003 Walter Theuerkauf (SPD)[21]

### Abgeordnete in Landtag und Bundestag
Bei Landtagswahlen ist das Gebiet des Landkreises Aurich dreigeteilt. Der Wahlkreis Aurich befindet sich komplett auf Kreisgebiet. Hinzu kommen die Wahlkreise Emden/Norden (mit der Stadt Emden) und der Wahlkreis Wittmund/Inseln, der den Landkreis Wittmund sowie aus dem Auricher Kreisgebiet die Kommunen Wiesmoor, Dornum, Norderney, Juist und Baltrum umfasst. Abgeordnete aus der Region sind seit der Landtagswahl in Niedersachsen 2022 Matthias Arends (Emden/Norden, SPD), Wiard Siebels (Aurich, SPD) und Karin Emken (Wittmund/Inseln, SPD).
Der Wahlkreis 24 Aurich – Emden umfasst die Stadt Emden und den Landkreis Aurich.  Bei der Bundestagswahl 2025 wurde der Sozialdemokrat Johann Saathoff direkt wiedergewählt. Über Listenplätze der Parteien zog kein Kandidat der Parteien aus dem Wahlkreis in den Bundestag ein.

### Beteiligungen
Die Auricher Kreisverwaltung verfügt über eine Reihe von privatrechtlich organisierten Betrieben und hält Anteile an Unternehmen. Die Ubbo-Emmius-Klinik gGmbH ist zu 100 Prozent im Besitz des Landkreises und betreibt zwei Krankenhäuser in Aurich und Norden. Zu 25 Prozent ist der Kreis an der Behindertenhilfe Norden gGmbH beteiligt. Zu 100 Prozent beteiligt ist der Kreis zudem an der Kreisvolkshochschule und der Musikschule, zu 87,75 Prozent am Rettungsdienst des Landkreises. Zu zwei Dritteln gehört dem Kreis die Kreisbahn Aurich. Außerdem besitzt der Kreis Anteile an Tourismus-Förderunternehmen.

### Wappen
| Wappen des Landkreises Aurich | Blasonierung: „Gespalten von Blau und Rot, ein goldener (gelber) Jungfrauenadler mit goldener (gelber) Krone, begleitet oben von zwei goldenen (gelben) sechszackigen Sporenrädern, unten von zwei goldenen (gelben) Eicheln.“ |
| Wappen des Landkreises Aurich | Wappenbegründung: Das von Ulf-Dietrich Korn entworfene Wappen wurde am 13. September 1978 vom niedersächsischen Innenminister genehmigt. Es zeigt eine Harpyie, einen weiblichen Unheilsdämon mit Flügeln und Krallen aus der griechischen Mythologie, in der Heraldik als „Jungfrauenadler“ bekannt. Sie entstammt dem Wappen der Häuptlingsfamilie Cirksena aus Greetsiel; die Eicheln stehen für den Upstalsboom, welcher das alte Landkreiswappen Aurichs zierte. Die Sporenräder spielen auf das ehemalige Wappen des Landkreises Norden an; sie waren Teil der Wappens der Häuptlingsfamilie Idzinga aus Norden. |

Hissflagge des Landkreises
Wappen des Landkreises bis 1978
Wappen des ehem. Landkreises Norden

## Wirtschaft und Infrastruktur

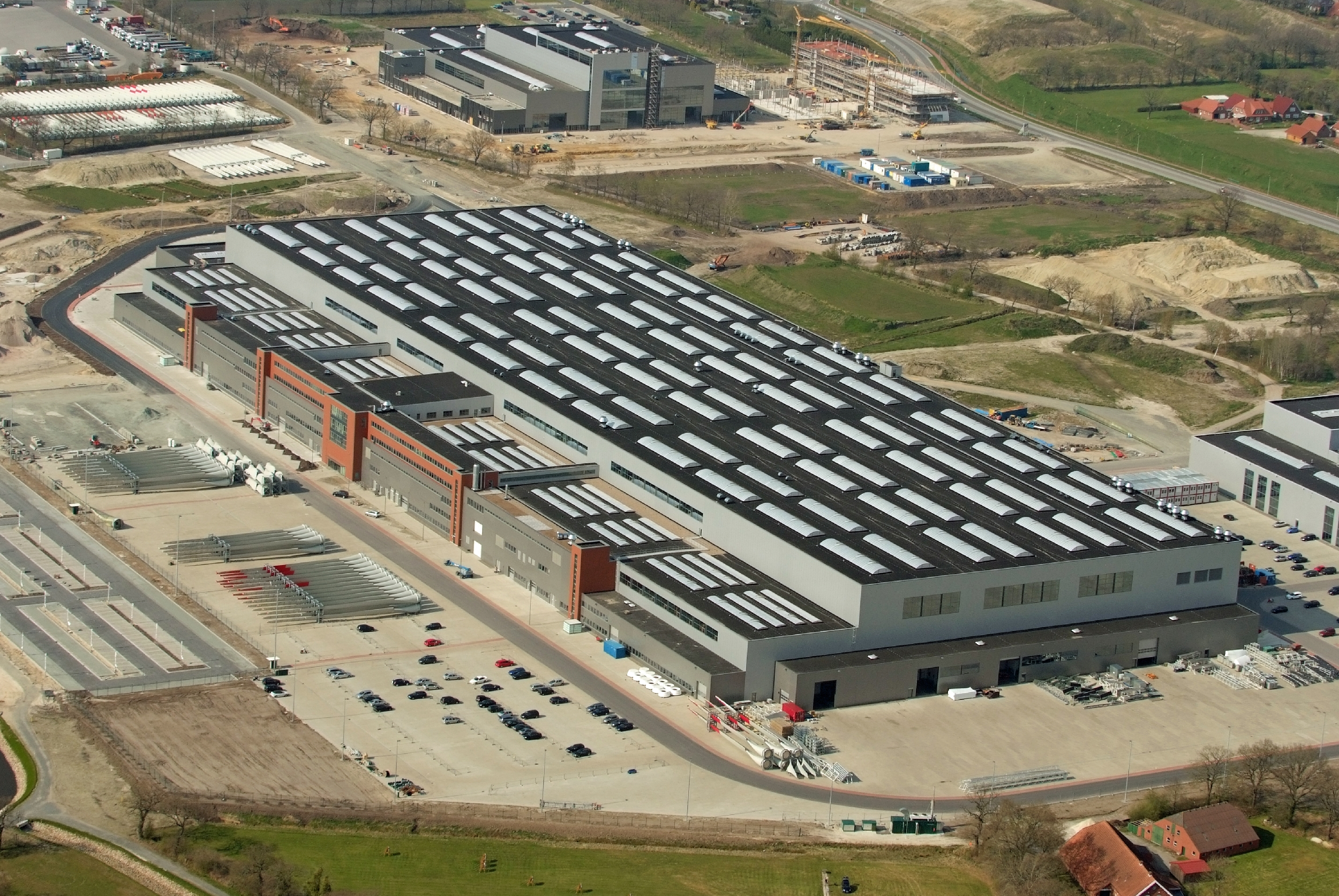
Gewerbegebiet in Aurich-Sandhorst mit Produktionshallen des Windkraftanlagenherstellers Enercon

Kondensatorhersteller WIMA mit einem Werk in Aurich (2003)

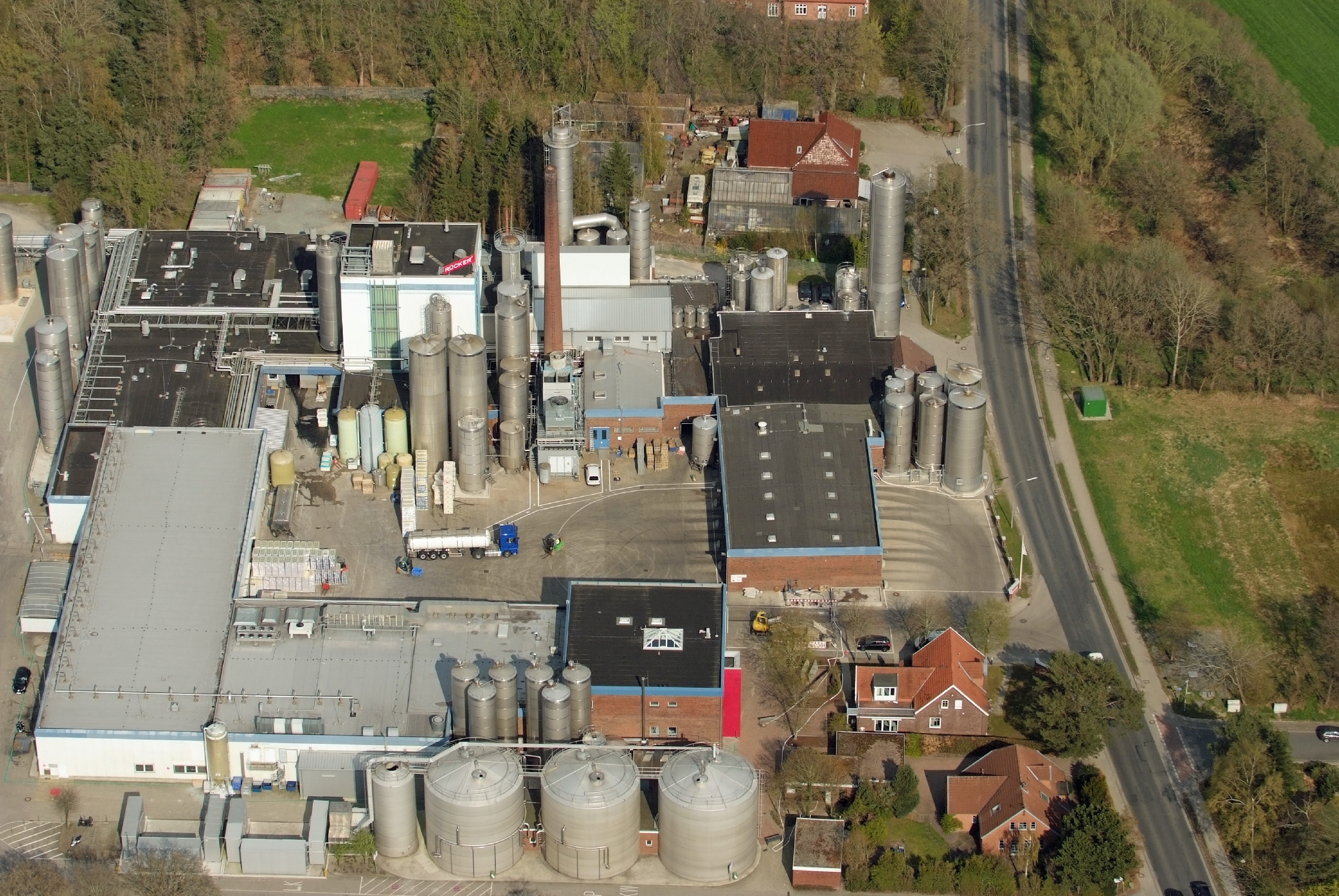
Molkerei Rücker in Aurich (2011)

Der Landkreis Aurich ist wesentlich durch einige mittelständische Unternehmen, Landwirtschaft und Tourismus geprägt.
Im Zukunftsatlas 2016 belegte der Landkreis Aurich Platz 340 von 402 Landkreisen, Kommunalverbänden und kreisfreien Städten in Deutschland und zählt damit zu den Regionen mit „Zukunftsrisiken“. Der Landkreis zählte damit zu den strukturschwächsten Gebieten Niedersachsens.

### Verkehr

#### Straßenverkehr
Durch den Landkreis Aurich führen 7,2 Kilometer der von Emden nach Bottrop verlaufenden A 31. Des Weiteren gibt es im Landkreis 93,5 Kilometer Bundesstraßen, und zwar im Zuge der B 72, der B 210 und der B 436. Die Landesstraßen mit den Nummern 1 bis 8, 12, 14, 25–27 und 34 verlaufen ganz oder teilweise im Landkreis Aurich. Insgesamt gibt es 179,4 Kilometer Landesstraßen. Der Landkreis als Straßenbaulastträger ist für 393,7 Kilometer Kreisstraßen verantwortlich.

#### Bahnverkehr
Die Preußische Staatsbahn eröffnete im Jahre 1883 die Eisenbahnstrecke von Emden bis zur damaligen Kreisstadt Norden und von dort weiter nach Jever und Wilhelmshaven/Oldenburg. Ab Abelitz wurde gleichzeitig mit dem Bau der Strecke Emden – Norden eine Nebenbahn in die damalige Bezirkshauptstadt Aurich gelegt. Eine Weiterführung von Norden bis Norddeich folgte im Jahre 1892, die Verlängerung bis Norddeich Mole, die einen direkten Anschluss zu den Fährschiffen nach Norderney, Juist und Baltrum ermöglichte, wurde 1895 vollendet.
Aktuell (2017) werden die vier Bahnstationen Marienhafe, Norden, Norddeich und Norddeich Mole an der elektrifizierten Bahnstrecke aus Rheine regelmäßig im Schienenpersonennah- und fernverkehr bedient. Neben einem alle zwei Stunden verkehrenden Regionalexpress, der in Leer abzweigt und die Bahnhöfe über Oldenburg und Bremen mit Hannover verbindet, verkehren ebenfalls im Zweistundentakt Intercity-Züge der Linie 35 über Münster, Duisburg und Düsseldorf nach Köln und teilweise darüber hinaus in Richtung Koblenz/Stuttgart/Konstanz. Zudem bestehen einzelne Intercity-Verbindungen auf der Linie 56 Norddeich Mole – Bremen – Hannover – Magdeburg – Leipzig/Berlin. Ab Norden schafft eine Busverbindung Anschluss an die Züge von Esens nach Wilhelmshaven sowie zu den Küstenbadeorten und Fährhäfen in den Landkreisen Aurich und Wittmund. Die vorgenannte Bahnverbindung Norden–Esens ist heute, nach Abbau eines Teiles der Gleise, nur noch bis Dornum befahrbar. Seit 1987 betreibt der Verein Museumseisenbahn Küstenbahn Ostfriesland hier einen Museumseisenbahnverkehr. Darüber hinaus gibt es reelle Chancen, dass langfristig die Strecke wieder durchgehend bis Wilhelmshaven befahrbar gemacht wird. Im Jahre 2009 schlossen dazu die Anrainerkommunen einen Vertrag zur Sicherung der Trasse, nachdem ein von ihnen in Auftrag gegebenes Gutachten zur Reaktivierung überwiegend positiv ausfiel.
Fast 15 Jahre nach Stilllegung wurde die Strecke von Abelitz nach Aurich im Jahre 2008 wiedereröffnet, nicht zuletzt nachdem der Windenergieanlagenhersteller Enercon gegenüber der Stadt Aurich deutlich gemacht hatte, dass weitere Investitionen in den Standort von einem Anschluss an das Eisenbahnnetz abhängig sind. Hier findet heute vor allem Güterverkehr zum Emder Hafen statt. Eine Reaktivierung des Personenverkehrs ist zurzeit nicht vorgesehen. Aurich bleibt somit weiterhin eine der wenigen Kreisstädte in Deutschland ohne Anschluss an den Schienenpersonenverkehr.
In der Vergangenheit gab es darüber hinaus weitere Schienenverbindungen im Landkreis: Auf der Insel Juist betrieb die AG Reederei Norden-Frisia ab 1898 eine Pferdebahn und am 27. Juli 1899 nahm die Kreisbahn Emden–Pewsum–Greetsiel ihren Betrieb auf. Von Aurich aus führten die Strecken der Kreisbahn Leer-Aurich-Wittmund GmbH (ursprünglich Kreisbahn Wittmund-Aurich-Leer GmbH), an der drei Kreise beteiligt waren, 1899 nach Wittmund (mit der 1909 vollendeten Abzweigung Ogenbargen – Esens – Bensersiel) und 1900 über Großefehn nach Leer. Ihre Spuren sind heute, nach Abbau der Anlagen, nur noch vereinzelt auszumachen.

### Gesundheitswesen
| Krankenhaus                                                                                   | Sitz      | 2005 | 2006 | 2007 | 2008 | 2009 | 2010 | 2011 | 2012 | 2013 | 2014 |
| --------------------------------------------------------------------------------------------- | --------- | ---- | ---- | ---- | ---- | ---- | ---- | ---- | ---- | ---- | ---- |
| Ubbo-Emmius-Klinik (UEK) (bis Ende 2004: Kreiskrankenhaus Aurich)                             | Aurich    | 309  | 309  | 309  | 309  | 309  | 309  | 296  | 296  | 296  | 296  |
| Ubbo-Emmius-Klinik (UEK) (bis Ende 2004: Kreiskrankenhaus Norden)                             | Norden    | 277  | 269  | 258  | 258  | 258  | 258  | 258  | 258  | 258  | 258  |
| Allergie- und Hautklinik Norderney (AHK), ab 2006: Krankenhaus Norderney                      | Norderney | 90   | 89   | 89   | 81   | 81   | 81   | 81   | 81   | 71   | 71   |
| Dr.-von-Halem Krankenhaus (kommunal), ab 2006 mit der AHK fusioniert zu Krankenhaus Norderney | Norderney | 25   | –    | –    | –    | –    | –    | –    | –    | –    | –    |
|                                                                                               | Gesamt    | 701  | 667  | 656  | 648  | 648  | 648  | 635  | 635  | 625  | 625  |

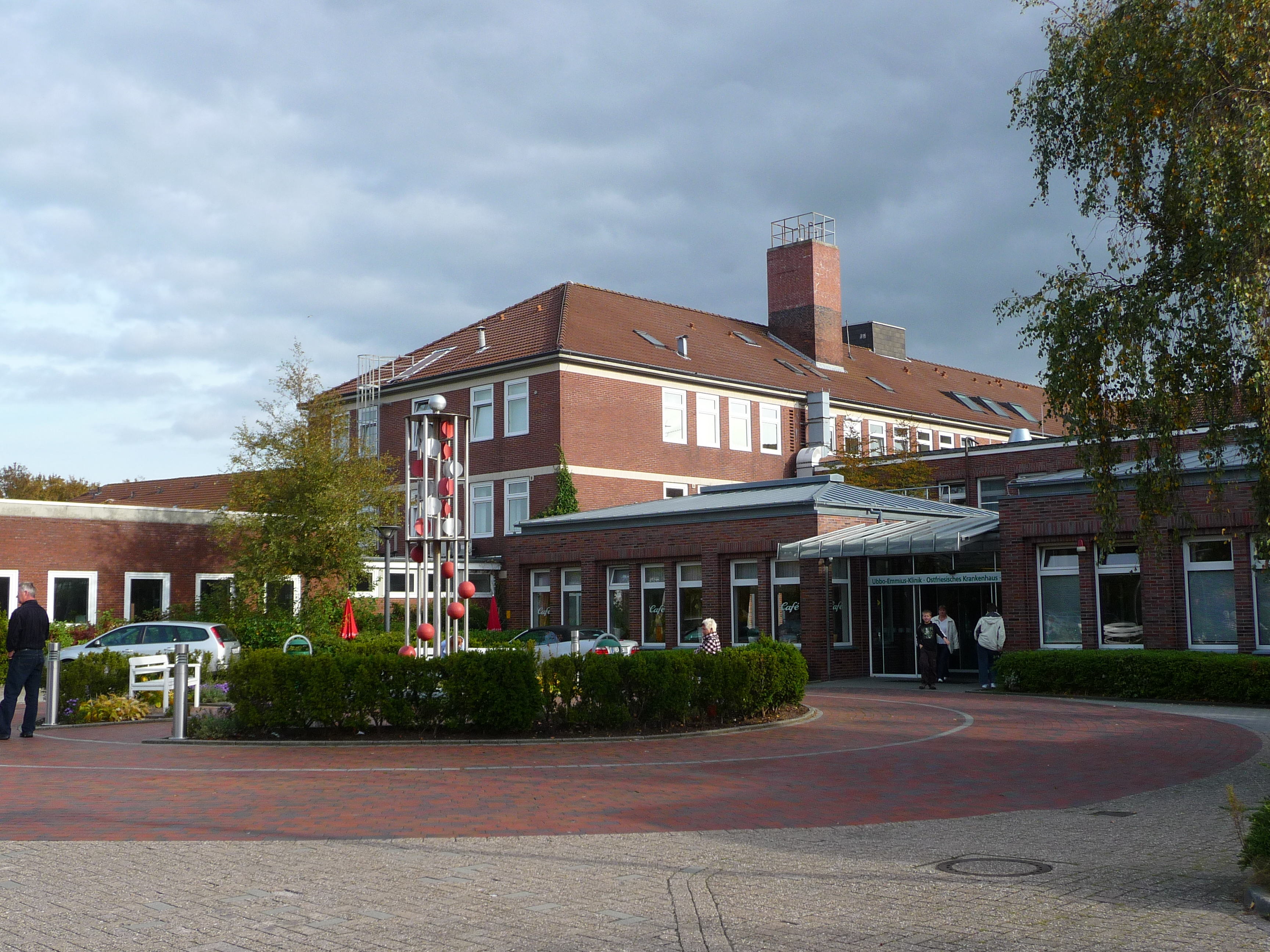
Ubbo-Emmius-Klinik (UEK) in Norden (2009)

In den vom Landkreis Aurich betriebenen Ubbo-Emmius-Klinik (UEK) waren 2012 insgesamt 1.270 Mitarbeiter (darunter 136 Ärzte) beschäftigt und versorgten rund 23.915 stationäre Patienten und 2.007 psychiatrische Patienten.
In einem Bürgerentscheid sprachen sich die Bürger des Landkreises 2017 mehrheitlich für die Schaffung einer auch für Emden zuständigen Zentralklinik in Georgsheil aus. Die ebenfalls notwendige Zustimmung in Emden erfolgte erst 2019, nachdem sie 2017 zunächst versagt wurde.

## Sport
In Halbemond befindet sich das größte Stadion Ostfrieslands, das Motodrom Halbemond mit einer Kapazität von 50.000 Plätzen. Es wurde eigens zur Speedway-Weltmeisterschaft 1983 gebaut. Der Handball-Drittligist (Regionalligist) OHV Aurich ist der am höchstklassigsten spielende Handball-Verein im Landkreis.

## Gemeinden
(Einwohner am 31. Dezember 2023)
Einheitsgemeinden
1. Aurich, Kreisstadt, selbständige Gemeinde (42.394)
2. Baltrum (496)
3. Dornum (4386)
4. Großefehn [Sitz: Ostgroßefehn] (14.046)
5. Großheide (8353)
6. Hinte (7242)
7. Ihlow [Sitz: Ihlowerfehn] (12.461)
8. Juist (1158)
9. Krummhörn [Sitz: Pewsum] (11.349)
10. Norden, Stadt, selbständige Gemeinde (25.093)
11. Norderney, Stadt (5309)
12. Südbrookmerland [Sitz: Victorbur] (18.413)
13. Wiesmoor, Stadt (13.968)

Samtgemeinden mit ihren Mitgliedsgemeinden
* Sitz der Samtgemeindeverwaltung
- Samtgemeinde Brookmerland (12.927)
  1. Leezdorf (1808)
  2. Marienhafe, Flecken * (2510)
  3. Osteel (2024)
  4. Rechtsupweg (2021)
  5. Upgant-Schott (3598)
  6. Wirdum (966)
- Samtgemeinde Hage (11.365)
  1. Berumbur (2679)
  2. Hage, Flecken * (6594)
  3. Hagermarsch (406)
  4. Halbemond (958)
  5. Lütetsburg (728)

Gemeindefreies Gebiet
- Nordseeinsel Memmert (5,17 km², unbewohnt)

## Ehemalige Gemeinden
Die folgende Liste enthält alle ehemaligen Gemeinden des Landkreises Aurich und alle Eingemeindungen:
| Gemeinde             | eingemeindet nach        | Datum der Eingemeindung |
| -------------------- | ------------------------ | ----------------------- |
| Akelsbarg            | Großefehn                | 1. Juli 1972            |
| Aurich-Oldendorf     | Großefehn                | 1. Juli 1972            |
| Auricher Wiesmoor II | Wiesmoor                 | 1. April 1951           |
| Bagband              | Großefehn                | 1. Juli 1972            |
| Bangstede            | Ihlow                    | 1. Juli 1972            |
| Barstede             | Ihlow                    | 1. Juli 1972            |
| Bedekaspel           | Südbrookmerland          | 1. Juli 1972            |
| Boekzetelerfehn      | Moormerland, Lkr. Leer   | 1. Januar 1973          |
| Brockzetel           | Aurich                   | 1. Juli 1972            |
| Dietrichsfeld        | Aurich                   | 1. Juli 1972            |
| Dornumersiel         | Dornum                   | 1. November 2001        |
| Egels                | Aurich                   | 1. Juli 1972            |
| Engerhafe            | Oldeborg                 | 1. April 1938           |
| Extum                | Aurich                   | 1. Juli 1972            |
| Fehnhusen            | Oldeborg                 | 1. April 1938           |
| Felde                | Großefehn                | 1. Juli 1972            |
| Fiebing              | Großefehn                | 1. Juli 1972            |
| Forlitz-Blaukirchen  | Südbrookmerland          | 1. Juli 1972            |
| Georgsfeld           | Aurich                   | 1. Juli 1972            |
| Hatshausen           | Moormerland, Lkr. Leer   | 1. Januar 1973          |
| Haxtum               | Aurich                   | 1. Juli 1972            |
| Holtrop              | Großefehn                | 1. Juli 1972            |
| Hüllenerfehn         | Ihlowerhörn              | 1. April 1939           |
| Ihlowerfehn          | Ihlow                    | 1. Juli 1972            |
| Ihlowerhörn          | Ihlow                    | 1. Juli 1972            |
| Jheringsfehn         | Moormerland, Lkr. Leer   | 1. Januar 1973          |
| Kirchdorf            | Aurich                   | 1. Juli 1972            |
| Langefeld            | Aurich                   | 1. Juli 1972            |
| Lübbertsfehn         | Ihlowerhörn              | 1. April 1939           |
| Ludwigsdorf          | Ihlow                    | 1. Juli 1972            |
| Middels              | Aurich                   | 1. Juli 1972            |
| Middels-Osterloog    | Middels                  | 1. April 1939           |
| Middels-Westerloog   | Middels                  | 1. April 1939           |
| Mittegroßefehn       | Großefehn                | 1. Juli 1972            |
| Moordorf             | Südbrookmerland          | 1. Juli 1972            |
| Moorhusen            | Südbrookmerland          | 1. Juli 1972            |
| Münkeboe             | Südbrookmerland          | 1. Juli 1972            |
| Nesse                | Dornum                   | 1. November 2001        |
| Neuefehn             | Neukamperfehn, Lkr. Leer | 1. Januar 1973          |
| Ochtelbur            | Ihlow                    | 1. Juli 1972            |
| Ogenbargen           | Middels                  | 1. April 1939           |
| Oldeborg             | Südbrookmerland          | 1. Juli 1972            |
| Ostersander          | Ihlow                    | 1. Juli 1972            |
| Ostgroßefehn         | Großefehn                | 1. Juli 1972            |
| Pfalzdorf            | Aurich                   | 1. Juli 1972            |
| Plaggenburg          | Aurich                   | 1. Juli 1972            |
| Popens               | Aurich                   | 1. Juli 1972            |
| Rahe                 | Aurich                   | 1. Juli 1972            |
| Riepe                | Ihlow                    | 1. Juli 1972            |
| Riepster Hammrich    | Ihlow                    | 1. Juli 1972            |
| Sandhorst            | Aurich                   | 1. Juli 1972            |
| Schirum              | Aurich                   | 1. Juli 1972            |
| Simonswolde          | Ihlow                    | 1. Juli 1972            |
| Spekendorf           | Aurich                   | 1. Juli 1972            |
| Spetzerfehn          | Großefehn                | 1. Juli 1972            |
| Strackholt           | Großefehn                | 1. Juli 1972            |
| Tannenhausen         | Aurich                   | 1. Juli 1972            |
| Theene               | Südbrookmerland          | 1. Juli 1972            |
| Timmel               | Großefehn                | 1. Juli 1972            |
| Ulbargen             | Großefehn                | 1. Juli 1972            |
| Upende               | Oldeborg                 | 1. April 1938           |
| Uthwerdum            | Südbrookmerland          | 1. Juli 1972            |
| Victorbur            | Südbrookmerland          | 1. Juli 1972            |
| Voßbarg              | Wiesmoor                 | 1. Juli 1972            |
| Walle                | Aurich                   | 1. Juli 1972            |
| Wallinghausen        | Aurich                   | 1. Juli 1972            |
| Westerende-Holzloog  | Ihlow                    | 1. Juli 1972            |
| Westerende-Kirchloog | Ihlow                    | 1. Juli 1972            |
| Westersander         | Ihlowerhörn              | 1. April 1939           |
| Westgroßefehn        | Großefehn                | 1. Juli 1972            |
| Wiegboldsbur         | Südbrookmerland          | 1. Juli 1972            |
| Wiesens              | Aurich                   | 1. Juli 1972            |
| Wilhelmsfehn         | Wiesmoor                 | 1. April 1951           |
| Wrisse               | Großefehn                | 1. Juli 1972            |
| Zwischenbergen       | Wiesmoor                 | 1. Juli 1972            |

### Schutzgebiete
Im Landkreis befinden sich neben Landschaftsschutzgebieten und Naturdenkmalen 15 ausgewiesene Naturschutzgebiete (Stand Februar 2017).
Siehe auch:
- Liste der Naturschutzgebiete im Landkreis Aurich
- Liste der Landschaftsschutzgebiete im Landkreis Aurich
- Liste der Naturdenkmale im Landkreis Aurich
- Liste der geschützten Landschaftsbestandteile im Landkreis Aurich

## Kfz-Kennzeichen
Am 1. Juli 1956 wurde dem Landkreis Aurich (Ostfriesland) bei der Einführung der bis heute gültigen Kfz-Kennzeichen das Unterscheidungszeichen AUR zugewiesen. Es wird im Landkreis Aurich durchgängig bis heute ausgegeben.
Bis in die 1990er Jahre erhielten Fahrzeuge aus dem Altkreis Norden Kennzeichen mit den Buchstabengruppen AA bis SZ und den Zahlen von 100 bis 999.
Seit dem 15. November 2012 ist auch das Unterscheidungszeichen NOR (Norden) erhältlich.